# NGC 2863
NGC 2863 (NGC 2869) é uma galáxia espiral (Sm) localizada na direcção da constelação de Hydra. Possui uma declinação de -10° 25' 59" e uma ascensão recta de 9 horas, 23 minutos e 36,5 segundos.
A galáxia NGC 2863 foi descoberta em 25 de Março de 1786 por William Herschel.